# Microtus evoronensis
Microtus evoronensis là một loài động vật có vú trong họ Cricetidae, bộ Gặm nhấm. Loài này được Kovalskaya & Sokolov mô tả năm 1980.